# Tour de Chamars
La tour bastionnée de Chamars est une tour bastionnée située dans le secteur de Chamars, à Besançon, dans le Doubs, en France.

## Histoire
La tour de Chamars est une tour construite vers 1687 par Sébastien Le Prestre de Vauban. Il s'agit d'une tour bastionnée pentagonale, la seule aujourd'hui restant quasiment intacte, classée au monuments historiques en 1942. Elle devait protéger le flanc ouest de la ville, et fut aménagée partiellement en briques pour ainsi mieux protéger les soldats des éclats de pierre si un boulet venait à toucher le bâtiment, la pierre étant plus dangereuse en cas d'impacts que la brique. Son rez-de-chaussée casematé est voûté à l'épreuve. La couverture est ajoutée au XIXe siècle. La tour de Chamars est située dans le secteur de Chamars, près du pont Charles-de-Gaulle et à proximité du centre historique de Besançon.
Depuis le 7 juillet 2008, elle est inscrite sur la liste du patrimoine mondial de l'UNESCO.

## Images

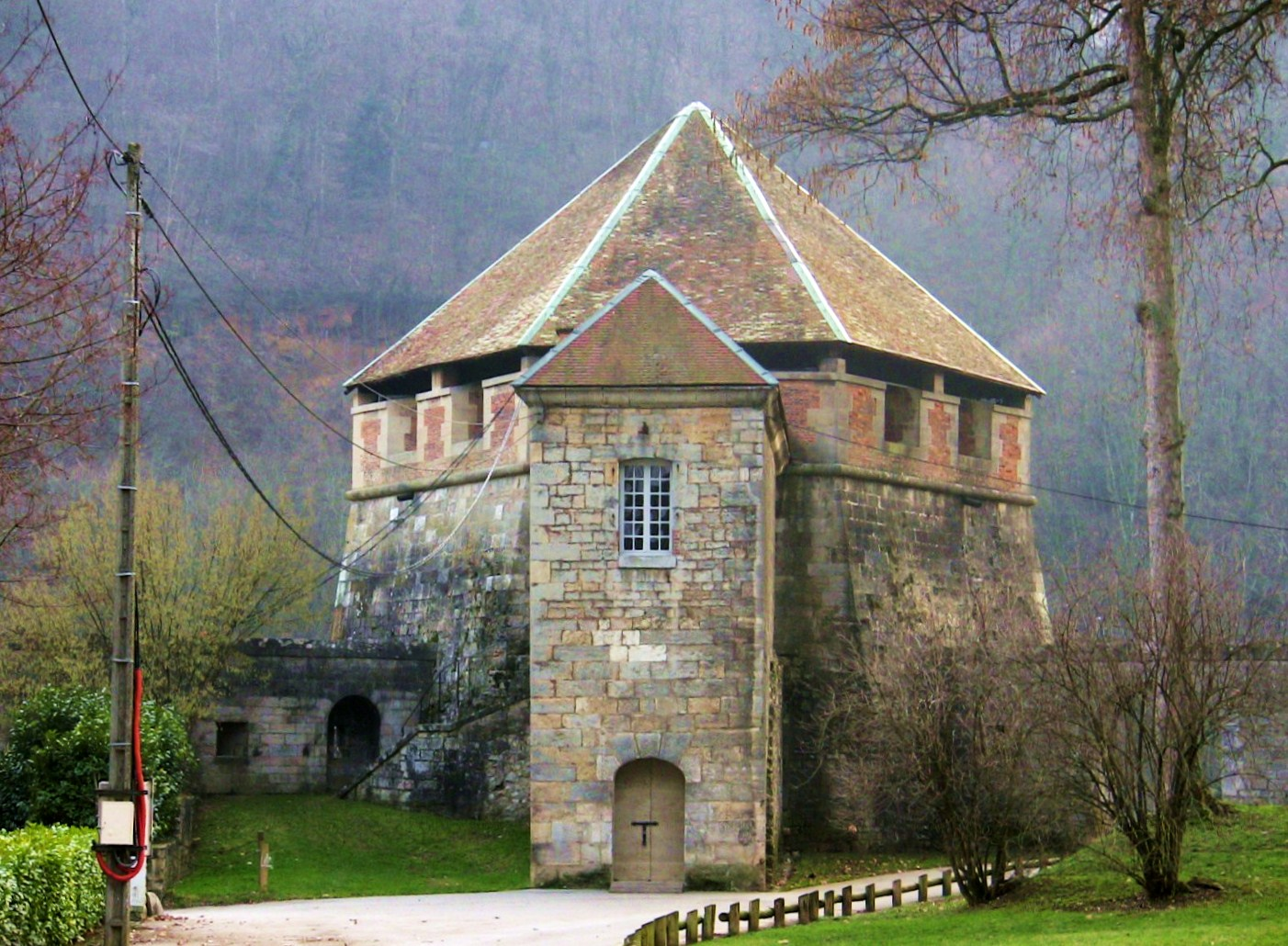
Vue avant
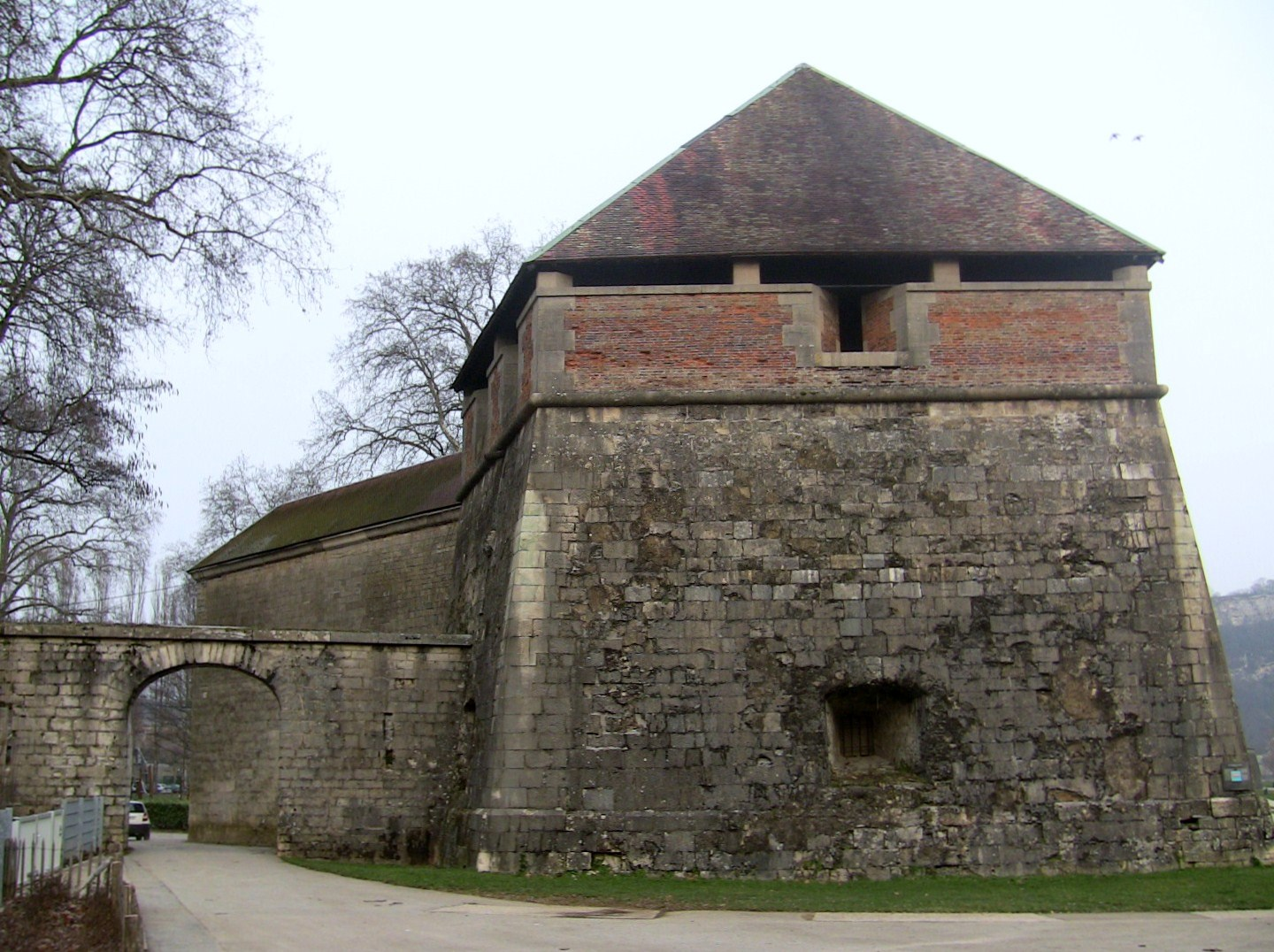
Vue arrière